# Кальво, Диего
Дие́го Хера́рдо Ка́льво Фонсе́ка (исп. Diego Gerardo Calvo Fonseca; 25 марта 1991, Сан-Хосе, Коста-Рика) — коста-риканский футболист, полузащитник. Выступал в сборной Коста-Рики.

## Карьера

### Клубная
Во взрослом футболе дебютировал в 2006 году выступлениями за клуб «Алахуэленсе», в котором провел три сезона, приняв участие в 58 матчах чемпионата.
К составу норвежского клуба «Волеренга» присоединился в 2013 году.

### В сборной
В 2011 году привлекался в состав молодёжной сборной Коста-Рики. На молодёжном уровне сыграл в 12 официальных матчах. В 2013 году дебютировал в официальных матчах в составе национальной сборной Коста-Рики. За главную команды страны провёл 9 матчей, забив 1 гол.
31 мая 2014 года был включён в заявку сборной для участия на чемпионате мира в Бразилии.